# Iphiaulax whitei
Iphiaulax whitei är en stekelart som beskrevs av Cameron 1905. Iphiaulax whitei ingår i släktet Iphiaulax och familjen bracksteklar. Inga underarter finns listade i Catalogue of Life.